# Шумаевский крест

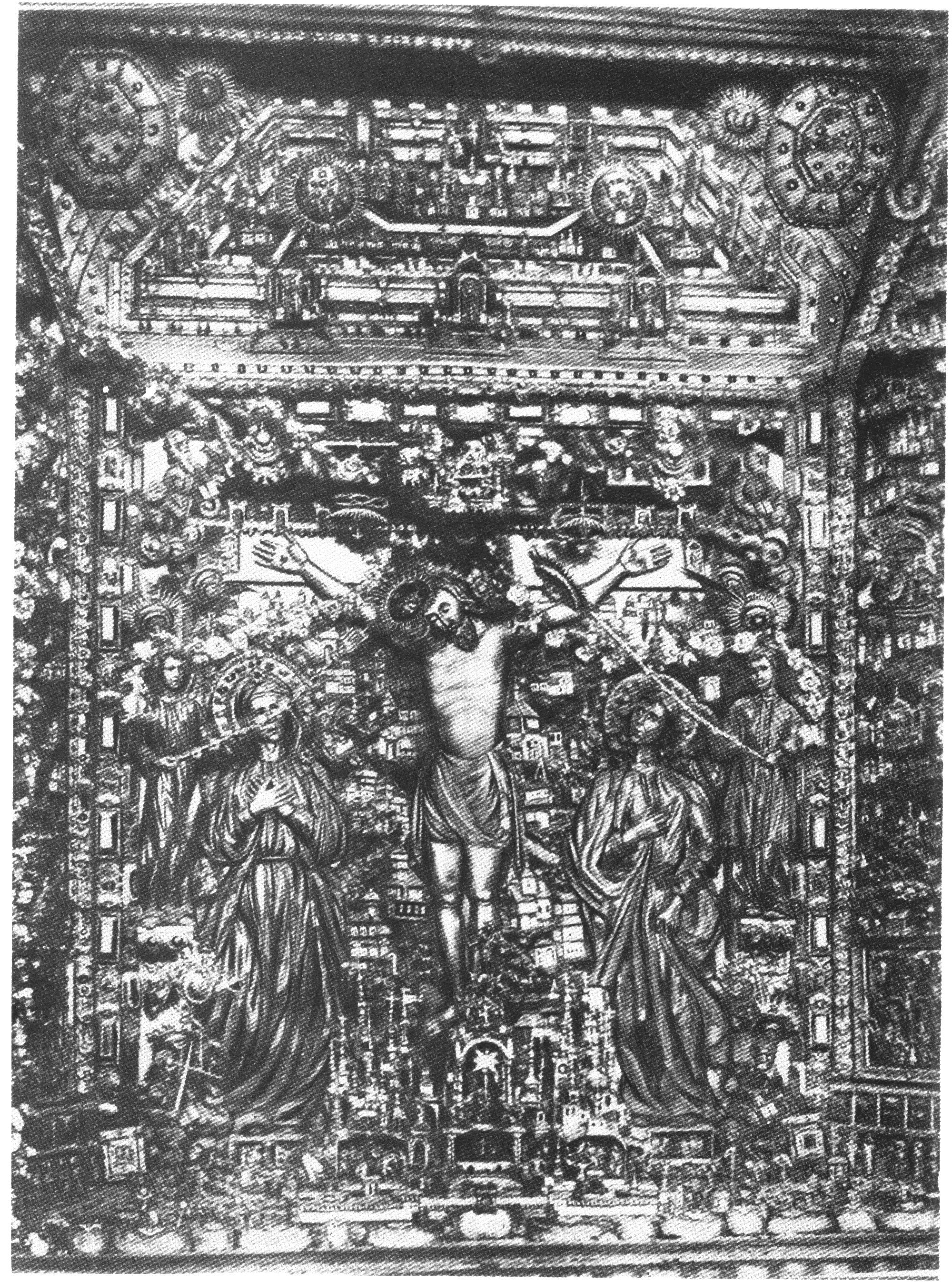
Общий вид Шумаевского креста

Шума́евский крест — пластический ансамбль, включающий тысячи резных деревянных и отлитых из олова разномасштабных скульптур и рельефов, иллюстрирующих Священное Писание. Ансамбль получил название «Шумаевский крест», так как долгое время его автором считался плавильщик Московского монетного двора Григорий Семёнович Шумаев.
До 1927 года находился в соборе в честь Сретения Владимирской иконы Божией Матери (1679) Сретенского монастыря, расположенного ныне в центре Москвы. Затем вошёл в собрание Антирелигиозного музея Союза воинствующих безбожников, располагавшегося в Страстном монастыре. При сносе Страстного монастыря в 1930 году был перевезён в Новый Большой собор Донского монастыря. Позднее вошёл в собрание Музея архитектуры, где и хранится ныне в запасниках.

## Описание

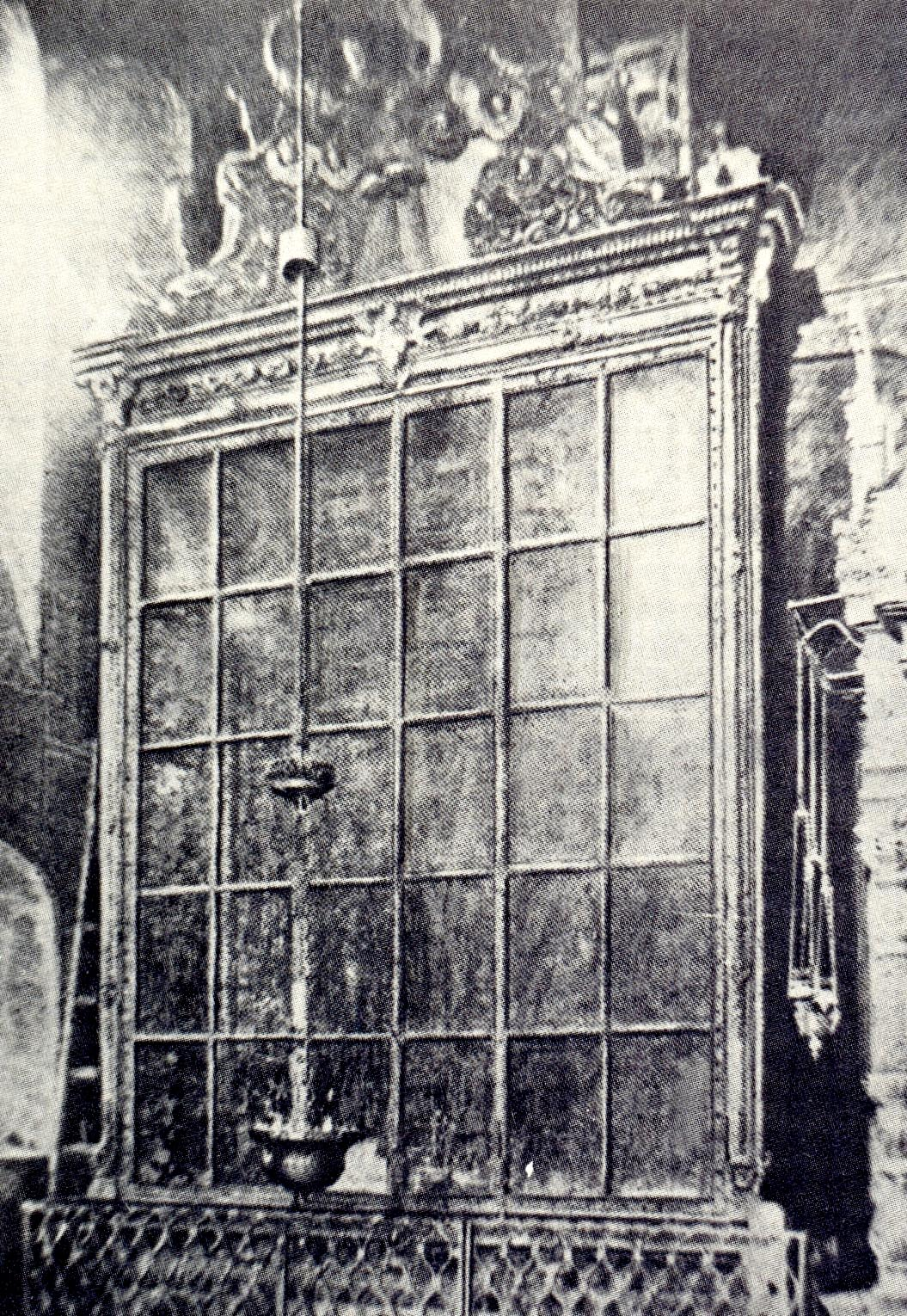
Вид киота с закрытыми дверями

Шумаевский крест был подобен киоту, закрывающемуся стеклянными дверями. Более всего напоминал большой резной готический алтарь ретабль (лат. retabulum — задняя стена) или реликварий-монстранц. Ансамбль формировался вокруг семиконечного креста с Распятием, изготовленным в меру Тела Христова, как драгоценнейшее обрамление и хранилище реликвии. Сохранилась «Подробная опись креста», которая включает 265 пронумерованных сюжетов, большая часть которых относится к Страстям Христовым (некоторые композиции не имеют номеров). По ней можно реконструировать сложную программу памятника, написанную человеком, хорошо знающим не только Священное Писание, но и современные ему реалии Иерусалима.

### Размер
Высота около 8 м, ширина около 4,2 м, глубина около 1,1 м.

## Датировка
Ансамбль создавался в течение длительного времени. Начало работ приходится, вероятно, на третью четверть XVII века, когда было создано Распятие. Установленный в соборе Сретения Владимирской иконы Богоматери  Сретенского монастыря в начале 1755 года, скульптурный комплекс был завершён, освящён и передан по «описи с  роспискою»  игумену Сретенского монастыря Максиму «Апреля, 2 дня 1761 года»..

## Материалы и технологии
Основным материалом, из которого создавались скульптуры и рельефы, было дерево: боковые створы и фигуры предстоящих изготавливались из липы, верхний карниз с изображением Града небесного (по устному свидетельству хранителя Музея архитектуры Т. И. Гейдор), — изготовлен из дуба. Рельефы и скульптуры были расписаны по левкасу темперными красками иконописцами и живописцами. В основном сохранился первый слой росписи, некоторые фрагменты — Распятие, предстоящие — имеют два слоя росписи. Одной из отличительных особенностей этого памятника является то, что в его композициях использованы другие не столь традиционные материалы: олово, зеркала, листовое, литое и гранёное стекло, стразы, латунь.

## Сохранность
Композиции Шумаевского креста нуждались в реставрации ещё при жизни Шумаева, о чём свидетельствует его собственноручный список необходимых для завершения ансамбля доработок, опубликованный Н.Н. Соболевым : «Оный крест со всеми к нему украшениями разобрать и вычистя покрыть вновь лаком…. При Распятии на левой стороне зеркальные стёкла починить и рамочки оловянные починить же (речь идёт об иконе на зеркальном фоне)… . У многих ангелов, преподобных и протчих святых ручки, ношки прирезать, так же и крылья обломанныя, у воинов копии приделать и видимые починки у резных штук поправить…. В низу и по сторонам  по резьбе, где золотка обтёрлась, и клейма… были обтёрты и воском перекапаны… высеребрить и золотку вызолотить и вверху на шпренгеле, где расщелялось починить» (курсив мой. С.Я.) . По подряду Тулаева многое было исправлено.  Зеркало иконы Распятие осталось разбитым.
Этот список подтверждает наше предположение, что ансамбль был создан задолго до 1754 года, когда им заинтересовалось правительство. А также то, что он уже где-то использовался как моленный образ и в мастерскую Шумаева его части попали уже с утратами.
Французы, квартировавшие в Сретенском монастыре в 1812 году и устроившие там лазарет, нанесли большой урон ансамблю Шумаевского креста. Тогда, по всей видимости, было утрачено большинство стразов из композиций.  Вторая большая реставрация была предпринята в начале 1840 годов, о чём свидетельствовала надпись на цоколе: «Возобновлён 1843 года». В это время, видимо, вместо утраченных стразов вставили кусочки зеркал.
```
В целом большемерные скульптуры, рельефы, оловянные фрагменты ансамбля сохранились хорошо. Все рельефы и отдельные скульптуры ансамбля расписаны высококлассными мастерами иконописцами и живописцами по левкасу темперными красками.  На некоторых деревянных рельефах наблюдаются небольшие сколы, трещины, царапины, отслоение и фрагментарное отсутствие красочного слоя. Следует отметить слабое художественное и технологическое качество всех оловянных отливок и довольно небрежную роспись, по сравнению с качеством и росписью деревянных миниатюр.
```

Рельеф Распятия: небольшие потёртости, царапины, скол в месте соединения правой руки и тела, частичное отслоение ткани, проклеивающей тыльную сторону рельефа. Отсутствуют гвозди с квадратными рельефными шляпками на ладонях и ступнях. В местах отслоения красочного слоя была  в конце 1990-х годов сделана профилактическая заклейка.
Предстоящие. В целом фигуры в хорошей сохранности, трещин не замечено, в фигуре Богоматери нет сколов. В местах отслоения красочного слоя, на шеях и руках сделаны профилактические заклейки в конце 1990-х годов. На поверхности одежды в некоторых местах на лицах наблюдается застывший сгустками лак.
```
У Иоанна Богослова утрачен  завиток волос справа и пальцы правой ноги. В местах отслоения красочного слоя, на шеях и руках сделаны профилактические заклейки в конце 1990-х годов. На поверхности одежды в некоторых местах на лицах наблюдается застывший сгустками лак.
Ахангелы. Фигуры сохранились вполне удовлетворительно. Трещин не замечено. Утрачены два пальца на правой ноге архангела Гавриила, на левой ноге пальцы утрачены все, отсутствуют два пальца на его правой руке. У архангела Михаила  отслоения красочного слоя на поверхности лица и руки.
```

Рипиды так же сохранились вполне удовлетворительно. У одной из них утрачено полностью или частично около 12 лучей сияния, вырезанных из дерева. Наблюдается отслоение красочного слоя на ликах.
Фигуры евангелистов сохранились вполне хорошо, сколов и трещин не заметно. Роспись одежды евангелиста Луки покрыта сгустками лака. У евангелиста Матфея заметно отслоение красочного слоя на лице.
Верхний карниз в целом сохранился хорошо, сколы и трещины не видны. Наблюдаются потёртости красочного слоя, отсутствие  оловянных фигурок ангелов во вратах, фигурок душ Града Небесного.
Стены Града Небесного над крестом – отсутствуют фигурки ангелов во вратах, погнуты оловянные короны. Местами, на оловянных деталях утрачена позолота. Сколов и трещин не замечено.
Рельефы с изображением Иерусалима земного сохранились хорошо. Красочный слой так же в удовлетворительном состоянии. В большинстве окон домов и бойниц стен и в мощении дорог, стразы утрачены и заменены на кусочки зеркал.
Левый  и правый створы, представляющие собой панели высотой около 3 метров и шириной около 45 см, покрытые многочисленными миниатюрными рельефами, - сохранились удовлетворительно. Разрушений, сколов, утрат красочного слоя не наблюдалось. В нижней части левого створа имеется скол древесины не повлёкший за собой разрушение композиций, возможно, старый.
Навершие сохранилось полностью. Наблюдается отслоение и многочисленные, но мелкие утраты красочного слоя на лике, руке и одеянии Саваофа.
Иконы на зеркальных фонах. Икона Воскресение-Сошествие во ад сохранилась полностью. Наблюдаются потёртости красочного слоя и позолоты на оловянных рельефах. Икона Распятие зеркальный фон разбит, утрачена миниатюрная композиция из  Страстного цикла слева от Распятия. Наблюдаются потёртости красочного слоя и позолоты на оловянных рельефах.
Рамы дверец сохранились полностью.
На наружных стенках корпуса Шумаевского креста были закреплены иконы сложного содержания. Они сохранились. Две из них были отреставрированы в конце 1990-х - начале 2000 гг. реставратором Бетиной Н.И.
Хуже всего сохранились многочисленные оловянные расписанные и позолоченные образки,фигурки, сияния, рамочки и декоративные детали, видимо, ввиду общего низкого качества литых деталей.
```
Самые большие утраты постигли композиции на переднем плане, особенно в сооружении, символизирующем храм Гроба Господня. Причиной этому были перевозки памятника, а также отсутствие стеклянных дверей во время экспонирования Шумаевского креста в соборе Донского монастыря. Утрачено большое количество фигур персонажей. 
```

Полномасштабные расчистки памятника и реставрационные работы не проводились.

## Авторы
Пластический комплекс не мог быть задуман и целиком исполнен  литейщиком  московского монетного двора, Григорием Семёновичем Шумаевым. В разномасштабных резных и литых скульптурах и рельефах можно увидеть принцип коллективной работы над одним ансамблем, который был свойствен древнерусскому искусству. Количество и качество отдельных композиций, их жанровое и стилистическое разнообразие, особенности приёмов резьбы, разнообразие материалов и технологий показывают, что над созданием Шумаевского креста трудилось большое количество скульпторов и резчиков в течение очень длительного времени, возможно, почти ста лет. В работах участвовали так же иконописцы и живописцы, литейщики (плавильщики), левкасчики, позолотчики, стекольщики, огранщики, зеркальщики, плотники, столяры, и мастера других специальностей. Это были как лучшие представители своей профессии, так и ремесленники средней руки. Часто работу начатую одним мастером,- по прошествии многих лет, - продолжали другие.

### Плавильщик Шумаев
В договоре 1717 года Григорий Семёнович Шумаев назван «Денежного Манетного двора плавилщиком». В документах Сенатской комиссии  1754 года (спустя 37 лет), опубликованных Н.Н. Соболевым, Шумаев также назван плавильщиком Кадашевского монетного двора, который  находился в районе Старомонетного переулка и Кадашевской набережной.  Григорий Семёнович Шумаев не был резчиком и скульптором высокой квалификации. Он выполнял литейные работы. Все композиции ансамбля должны были изготавливаться из дерева, но по
какой-то причине работа резчиков была прекращена. Шумаев создавал недостающие
детали и композиции в более простой и дешёвой технике литья из олова, используя
для этого уже бывшие в употреблении старые изношенные формы. Это
свидетельствует о том, что оловянные композиции носили компенсационный
характер. Помимо двух оловянных икон на зеркальных фонах, находившихся в нижней
части боковых створов по всему ансамблю разбросаны сотни  литых оловянных образков, фигурок, рельефов, декоративных элементов, нимбов, рамок и т.п.

## Заказчик
Н.Н. Соболев  писал: «задумав
передать в резьбе всё своё религиозное мировоззрение …Шумаев провёл над воплощением этой идеи всю свою жизнь…», то есть он высказал предположение, что ансамбль создавался Григорием Семёновичем, по собственному замыслу, как обетный. Идея столь неканонического произведения которая прочитывается в сложнейшей программе ансамбля, не могла принадлежать плавильщику Московского монетного двора. Об этом свидетельствуют:
1. Уникальность комплекса не только для русского церковного искусства и православного опыта, но и для мировой культуры.
2. Неканоничность  реликвария-монстранца. Отражение в программе ансамбля кальварийской программы  строительства Воскресенского собора Воскресенского монастыря[4]. Программа строительства Воскресенского собора и русской Палестины была составлена при участии старца Арсения Суханова, специально для этого ездившего в Палестину.
3. Генерал-прокурор И.И. Бахметев на заседании Сената называл произведение «Животворящим крестом». Высокопоставленный чиновник знал и понимал, что ансамбль представляет собой именно Животворящий крест с драгоценным обрамлением. Московский купец и плавильщик монетного двора не мог создавать сам, по своей инициативе Животворящий крест с Распятием. Распятие на семиконечном кресте из ансамбля является абсолютно точной копией Распятия на семиконечном кресте, установленного патриархом Никоном на Голгофе Воскресенского собора Воскресенского Новоиерусалимского монастыря в 1662 году, о чём свидетельствует белокаменная надпись в соборе. В истории мирового искусства нет других примеров создания столь точной пластической копии. На её изготовление  должны быть даны специальные санкции.
4. Как следует из документов Сенатской комиссии,  Шумаев родился в 1664 году, следовательно Григорий Семёнович не мог быть ни автором идеи, ни заказчиком, ни единственным исполнителем этого ансамбля.
5. То, что реликварий-монстранц не являлся традиционным киотным образом. Он предназначался для особого богослужебного чина с открыванием стеклянных дверей и проскинезы. Комплекс не предназначен для обычного монастырского (каким является Владимирский собор Сретенского монастыря) или приходского храма, в которых не могли проходить подобные богослужения.
6. Баснословная стоимость ансамбля, который не мог быть оплачен плавильщиком Кадашевского монетного двора, Григорием Шумаевым, купцом Мещанской слободы и даже корпорацией купцов. Помимо оплаты лучших скульпторов, резчиков и иконописцев, материалов и т.п., - самой большой расходной статьёй были гранёные стёкла, которыми украшен весь комплекс. В композиции «Шумаевского креста» были вкраплены тысячи стразов и гранёных цветных стёкол разного размера и формы на серебряной амальгаме, имитирующих драгоценные камни. В то время гранёные стёкла ценились наравне с неогранёнными драгоценными камнями. Заказчиком не мог быть настоятель Сретенского монастыря. Сенатской комиссии это было бы известно, к тому же монастырь не был столь богат.
7. Для сохранения ансамбля была создана специальная Сенатская комиссия, выделена охрана. Судьбой «Креста»  занимались генерал-прокурор Иван Иванович Бахметев, ведущие архитекторы своего времени – князь Д.В. Ухтомский и А.П. Евлашев. Указанные архитекторы в это время были заняты восстановлением Воскресенского собора Воскресенского Новоиерусалимского монастыря.

## Исследования
Первое исследование ансамбля принадлежит Н.Н. Соболеву. Во втором выпуске сборника «Старая Москва» 1914 года Николай Николаевич опубликовал большое количество документов, относящихся ко времени установки резного комплекса в Сретенском монастыре. Тогда же было сделано много качественных фотографий памятника, негативы которых хранятся в музее архитектуры. В 1992 году вышла книга Г.А. Романова  «Крест резной. Московский Сретенский монастырь» посвящённая истории Сретенского монастыря и Шумаевского креста. Она  иллюстрирована фотографиями начала XX века. Вслед за Н.Н. Соболевым автор высказывает предположение, что крест создавался самим Григорием Семёновичем Шумаевым на протяжении всей его жизни, как обетный. Исследуя историю монастыря, его архивы Г.А. Романов не нашёл ни одного документа, свидетельствующего о том, что ансамбль предназначался для Сретенского монастыря. С 2000 года исследование памятника продолжает С. Яворская.

## История памятника
- 1754 год. Генерал-прокурор и кавалер Иван Иванович Бахметев, доложил на заседании Правительствующего Сената, что в Москве «...ещё издавных лет купцом Шумаевым делается животворящий крест весьма с куриозным украшением». «Крест» хранится в доме Шумаева в Мещанской слободе «над сенми» на чердаке. Шумаеву в это время было 90 лет, поэтому «...во время, от чего Боже сохрани, пожарного случая, никак оного охранить, но и вынести не можно». Было решено перенести Крест в одну из московских церквей.[8]. Для решения судьбы креста создаётся специальная сенатская комиссия.
- 16 декабря 1754 г. решение перенести крест в Сретенский монастырь.
- Декабрь 1754 года. Григорий Семёнович Шумаев сообщил в Сенатскую контору, что для доработки недостающих частей, починки изломанного, разборки и сборки «креста», «потребно рещиков и столяров до десяти (!) человек», и приложил подробный список необходимых работ. То есть в 1754 году нигде не выставлявшийся ансамбль уже нуждался в ремонте и реставрации.
- 23 января 1755 года. Чтобы обеспечить сохранность креста, Сенатская комиссия решает срочно  перенести его в Сретенский монастырь, находящийся недалеко от дома Шумаева. Надзор за этими работами поручен князю Дмитрию Васильевичу Ухтомскому. Многие документы, относящиеся к кресту подписывает архитектор А.П. Евлашев. (С 1749 года архитекторы Д.В. Ухтомский и  А.П. Евлашев делали проект восстановления ротонды Воскресенского собора Новоиерусалимского монастыря).
- В начале 1755 года в Сенат обратился зять Шумаева, он писал «...понеже тот коностас ...состоит во многом числе мелких резных штуках... », необходимо сделать описание и «рисунок по номерам»[9]. Зарисовкой деталей и составлением описаний, занимались ученики архитектурной школы Ухтомского.
- Февраль - март 1755 года. Осмотр Креста столярами и плотниками. Работа Василия Иванова (Баженова) и Александра Полозова. Копиист Григорий Полозов написал «Подробную опись» креста (документ, вероятнее всего, составлен по спискам, предоставленным самим  Шумаевым).
- С 29 марта по 7 апреля 1755 г. По решению Сенатской комиссии крест установили в соборе Сретения Владимирской иконы Божией Матери монастыря «за левым клиросом к церковной стене»[10].
- 21 июля 1755 года. Подписан указ на подрядные торги «…исправить…иконную резную и протчую мелочную работу…».
- 3 октября 1755 года. Осмотр игуменом Угрешского монастыря Илларионом и членом Консистории Иоанном Спасским.
- В 1755 году Сенатский экзекутор Евлашев писал: «…А ныне в тот Сретенский монастырь для богомолия, а паче для смотрения того креста во время святой службы всегда приходят множественным числом народа и смотрением весьма теснятся…»[11].
- 21 июля 1755 года.  Подписан указ на подрядные торги «…исправить…иконную резную и протчую мелочную работу…». Для починки изломанного, реставрации и доработки недостающих частей, а также разборки ансамбля, по письму Шумаева было «потребно резчиков до десяти человек», но в Москве не нашлось ни одного резчика, даже самой скромной квалификации.
- 1 июля 1758 года. Подряд на доработку Креста приобретён домовладельцем грузинской слободы, грузинским дворянином Семёном Тулаевым.
- 17 сентября 1759 года. Расчёт с Тулаевым: за произведённые работы, ему заплачено 380 рублей.
- 2 апреля 1761 года. Второй осмотр Шумаевского креста  духовными властями, и передача его игумену Сретенского монастыря Максиму, «по описи с роспискою». Акт передачи подписал экзекутор  Евлашев.
- 1812 год. Разорение Креста французами.
- 1843 год. Возобновление Креста.
- До 1927 года Крест находился в соборе Владимирской Богоматери Сретенского монастыря.
- Перевезён в Страстной монастырь и стал экспонатом организованного там Антирелигиозного музея Союза воинствующих безбожников.
- 1930 год. Экспонаты Музея Союза воинствующих безбожников перевезены в Донской монастырь, который позднее стал филиалом Музея архитектуры им. А.В. Щусева. Шумаевский крест установлен в Новом Большом соборе Донского монастыря.
- 1967 год. Во время ремонта Большого собора киот зашит холстами и забит фанерными щитами[12].
- 1992. Выход книги Г.А. Романова  «Крест резной. Московский Сретенский монастырь».
- В 1995 году Крест разобран.
- Декабрь 1999 - начало 2000 г. во Всероссийском музее декоративно-прикладного и народного искусства в Москве (ул. Делегатская, 3), была выставлена центральная часть ансамбля Распятие с предстоящими на фоне панорамы Иерусалима.
- 2004 год. На выставке «Земля - Небо. Вавилонская башня» в ГМИИ им. А.С. Пушкина, были представлены два боковых створа ансамбля.[13]

## Иконография основных фрагментов ансамбля

### Семиконечный крест
Распятие в резном ансамбле закреплено на семиконечном кресте. Святой Праведный Иоанн Кронштадтский описывает подобный крест так: «семиконечный, с косым подножием и двумя верхними дщицами, но самая верхняя дщица совершенно закрывает верхний конец прямого дерева креста, представляя вместе с ним подобие буквы Т». Наиболее известными и почитаемыми из крестов подобной иконографии являются Дмитровский чудотворный крест (Государственная Третьяковская галерея); Кийский крест (храм преподобного Сергия Радонежского в Крапивниках, Москва); Чудотворный крест, установленный патриархом Никоном на Голгофе Воскресенского сбора Воскресенского Новоиерусалимского монастыря.
Известны два креста с Распятиями: из молельни при церкви Воздвижения Креста Господня  и запрестольное Распятие из алтаря церкви Воскресения Христова (Воскресения Словущего) Большого Кремлёвского Дворца.

### Распятие

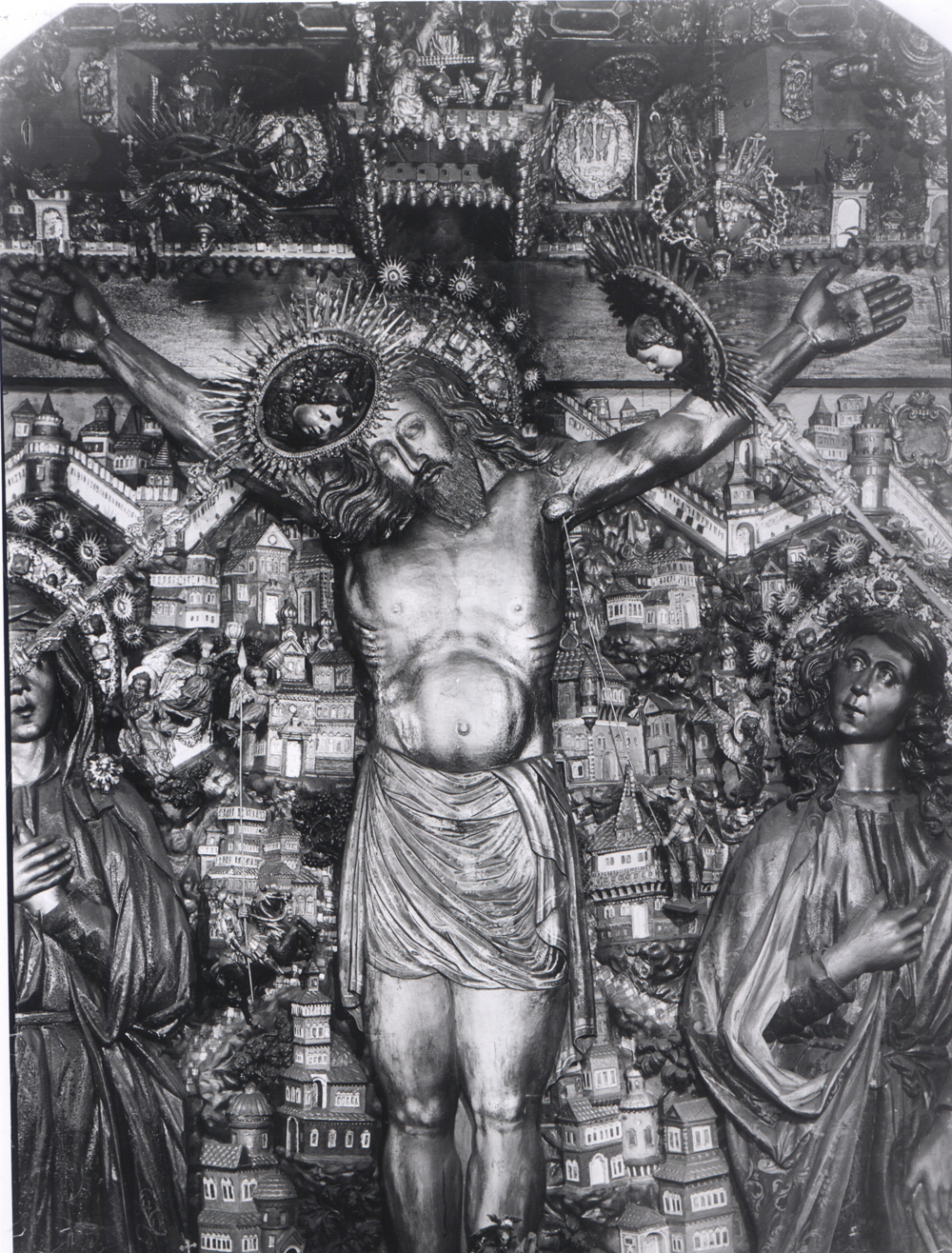
Центральная часть ансамбля. Распятие с предстоящими на фоне Иерусалима.

Распятие из Шумаевского креста аутентично Распятию, установленному на Голгофе Воскресенского собора Нового Иерусалима. Белокаменная надпись у входа на Голгофу: «Лобное место поноснаго распятия Христова или гора Голгофа, крест сделан из кипариса по подобию первообразного с изображением распятого Христа и с предстоящими. – Изображение на нём плоти Христовой 2 аршина 2 четверти  1 1\2 вершка. Устроен при патриархе Никоне в 1662 году. Во Иерусалиме против креста устроен открытый престол, где совершают Литургию Православные. Там под престолом дира, обложенная серебром, где стоял крест Христов. Пред поклонением сему святому месту, обагрённому кровию Христовою во Иерусалиме из благоговения поклонники снимают сапоги». Особенности технологии изготовления столь точной копии свидетельствуют о том, что Шумаевское Распятие было создано по прорисям Новоиерусалимского, в непосредственной близости от него и, главное, до того, как Новоиерусалимское было установлено на Голгофе, так как иное техническое решение значительно усложнило бы работу и поставило под сомнение её результат. Оба распятия созданы технике низкого, практически медальерного рельефа,
высота которого не превышает 3-4 см., в традиционной византийской иконографии.
Это единственный подобный пример в истории русского и мирового искусства.

### Голгофа
Совпадение параметров «Шумаевского креста», его конструктивных элементов с параметрами Голгофы Воскресенского собора свидетельствуют о том, что первоначально оба памятника были связаны единым замыслом. Общая ширина киота 420 см. Фасадная, западная сторона  Голгофы Новоиерусалимского собора, - по данным Г. М. Зеленской, - состоит из двух отрезков – северного - 54 см и южного - 367 см. Средняя глубина ниши Голгофы 120 см; глубина резного киота - 110 см.  Высота Креста на Голгофе Воскресенского собора Новоиерусалимского монастыря 340 см, и приблизительно равна боковой стороне киота XVIII века, который сегодня там находится. Высота Креста в ансамбле Шумаевского креста приблизительно 340 см,  высота боковых створов с иконами на зеркальных фонах около 345 см.

### Иконография земного Иерусалима и Града Небесного

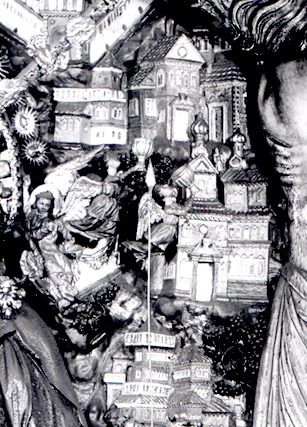
Дома и дворцы Иерусалима земного.

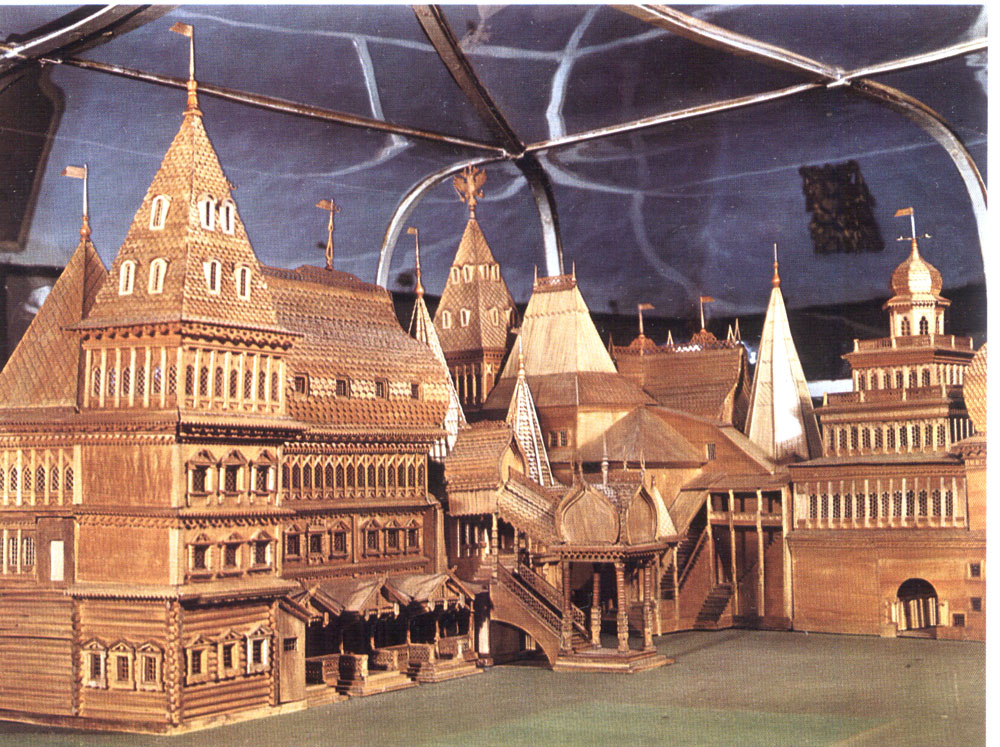
Макет дворца царя Алексея Михайловича. Музей в Коломенском.

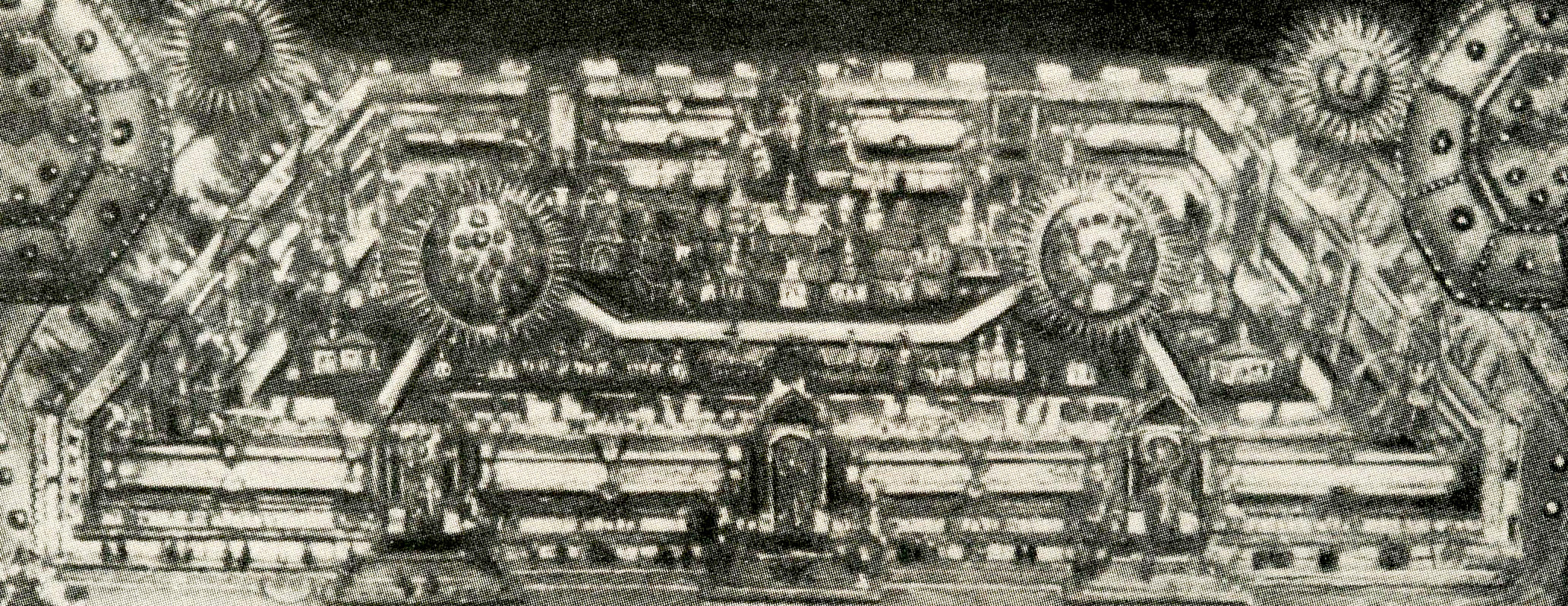
Карниз с изображением Небесного Иерусалима.

Прообразом дворцов земного Иерусалима в ансамбле «Шумаевского креста» стали московские боярские палаты и дворцы, построенные для царя Алексея Михайловича в Кремле и в селе Коломенском. Иерусалим Небесный изображён в виде идеализированной градостроительной схемы Москвы XVII века.

### Иконография сюжетов «Рождество Христово» и «Крещение» с боковых створов ансамбля
Прототипами  композиций «Рождество Христово» и «Крещение», созданных позже всех композиций боковых створов, были стуковые рельефы «Рождество» и «Крещение» храма в честь Богоявления Господня Богоявленского монастыря, построенного и освящённого благословением патриарха Адриана в 1696 году.

### Сюжет № 18
Рельеф изображающий двух крестьян, несущих на жерди огромную виноградную гроздь, повторяет композицию листа из Лицевой Библии одного из лучших гравёров киевско-львовской школы монаха Илии, который выполнял заказы для киевских и львовских типографий. С 1645 по 1649 год  мастер готовил доски для издания лицевой Библии, подобной немецкой Biblia pauperum 1466 г.

## Стиль культуры
Шумаевский крест не представляет собой целостный монументальный барочный ансамбль. Количество разномасштабных композиций, их различные художественные достоинства свидетельствуют в пользу того, что памятник изготавливался в течение  долгого времени. В создании главных композиций Шумаевского креста принимали участие белорусско-литовские скульпторы и резчики, пивезённые царём Алексеем Михайловичем из Литвы, имевшие хорошую профессиональную выучку. Стремление показать в одном ансамбле годовые святцы, применение пояснительных надписей, повествовательность, иллюстративность, - демонстрируют приоритет дидактических задач. Шумаевский крест - резная Библия и этим выражает стиль эпохи. Только это – не эпоха русского барокко, а время окончательного разрыва со средневековой традицией, приходящееся на вторую половину XVII века. Это период начала самоорганизации барочной культуры в России и предвосхищение будущих её свершений, когда, несмотря на стремление сохранения средневекового единства христианской культуры, мы видим определённую художественную и стилистическую ориентацию на современную  Европу. В создании главных композиций Шумаевского креста, несомненно, принимали
участие белорусско-литовские скульпторы и резчики, имевшие хорошую
профессиональную выучку.  По всеохватности выражения геополитических, общественно-духовных и эстетических идей русской жизни Шумаевский крест выражает культуру этой эпохи и поиски нового стиля и нового художественного языка, который можно определить как «предчувствие барокко».

## Художественное качество
Шумаевский крест представляется одним из самых значительных явлений русского искусства, культуры и истории. Художественное и ремесленное качество скульптур ансамбля не имеет себе равных на протяжении  большого отрезка времени и не имеют аналогов в русской скульптуре XVII в. -первой половины XVIII веков.  Стиль резьбы Распятия, созданного раньше других крупномасштабных рельефов комплекса не повторяется  в других его фрагментах. Фигуры предстоящих, архангелов и евангелистов выполнены в технике высокого рельефа, граничащего с круглой скульптурой. Широкая, свободная манера резьбы, отличное знание строения человеческого тела, - выдают работу скульпторов, имеющих хорошую профессиональную подготовку и способных создавать реалистические образы.  Миниатюрные композиции боковых створов сделаны так же профессиональными резчиками. Ансамбль создавался разными мастерами на протяжении многих десятков лет, поэтому художественное качество его фрагментов различно. Например, оловянные рельефы и миниатюрные фигурки, сделанные по подряду Семёна Тулаева в конце 1750 – х годов,- произведение ремесленника низкой квалификации.

## Влияние на другие памятники

### Иконография  Распятия
Новоиерусалимское Распятие создано из кипариса редкого вида, который имеет холодно-жёлтый оттенок древесины, что было видно сразу после его реставрации. В настоящее время оно приобрело более привычный тёплый тон. Новоиерусалимское Распятие не раскрашено, тонированы волосы, брови, ресницы, губы, капли крови и препоясание серого цвета. Оно стало протографом для шумаевского Распятия и для ряда памятников конца XVII- начала XVIII веков, которые изготовлены в меру Тела Христова (приблизительно 170-175 см.), то есть в натуральный рост человека.  Они обычно размещены на семиконечных крестах, представляют собой разноуровневые рельефы, характеризуются  холодно-жёлтым тоном росписи тела и препоясанием серого цвета. Первыми из таковых стали распятия из теремных церквей (конец 1670-х годов – начало 1680-х годов) и распятия, созданные Карпом Золотарёвым или под его руководством для многих московских и подмосковных храмов.  С XVIII в. практически не встречается Распятий на семиконечных крестах с серыми препоясаниями, а карнация  тела приобретает традиционный вохряный тон.

### Иконография предстоящих
Фигуры Богоматери и Иоанна Богослова созданы скульптором высочайшей квалификации, поэтому они стали образцами для ряда памятников  разного  художественного и ремесленного достоинства, но значимых для своего времени. Важнейшими отличительными признаками этого иконографического типа являются: у Богоматери – виднеющиеся по сторонам лица пряди волос (до рубежа XVII-XVIII веков, позднее это не наблюдается); ладони крестообразно положенные одна на другую и прижатые к груди; определённый рисунок складок всего одеяния, и двойная складочка на вороте хитона, идущая вниз, к талии. Для Иоанна Богослова такими характерными признаками  в произведениях московских резчиков, были жесты  рук: правая, придерживающая  край плаща, прижата к груди (большой палец врезается в ткань хитона), левая – приподнимает и прижимает полу плаща к бедру.  А также общий рисунок складок одеяний, включая характерные для всех фигур Шумаевского креста двойные складочки идущие от воротов хитонов до поясов. В более поздних повторениях этого прототипа, характерными признаками также остаются жесты рук. Например, для предстоящих с иконостаса теремной церкви Воскресения Словущего в Кремле (по данным Н.А. Вьюевой иконостас создавался в 1678-1680 годах бригадой иноземцев: Афанасием (Андреем) Федотовым, Иваном Филипповым и Климом Михайловым «с товарищи»); для предстоящих церкви Петровского дворца в Переславле–Залесском (на рубеже XVII-XVIII веков); а также несохранившихся фигур предстоящих из храма Знамения Богоматери в Дубровицах (до 1699 года), которые известны нам только по фотографии.